# PowerPC

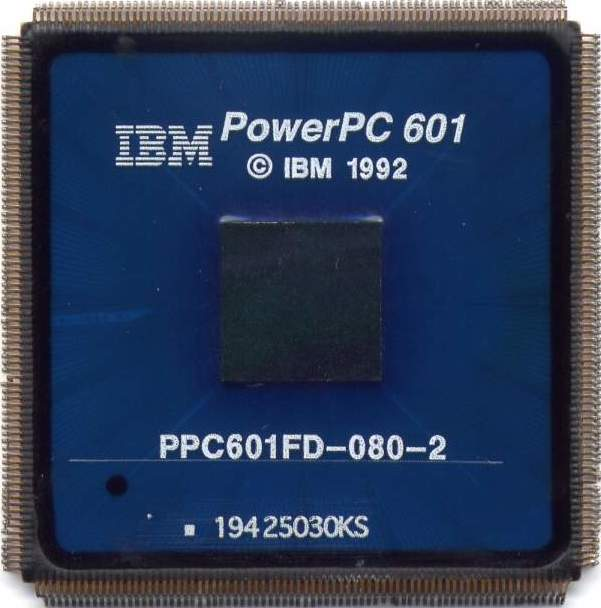
IBM PowerPC 601

PowerPC je architektura mikroprocesorů typu RISC vytvořená aliancí Apple-IBM-Motorola roku 1991. Původně byly určeny pro použití v domácích počítačích, staly se ale také populární v embedded zařízeních i mezi vysoce výkonnými procesory.[zdroj?] V 90. letech byly procesory PowerPC základním kamenem PReP a Common Hardware Reference Platform, největší úspěch ale architektura našla v osobních počítačích firmy Apple v letech 1994–2006 (poté firma Apple přešla na platformu Intel). Na poli osobních počítačů jsou procesory PowerPC využívány v nové otevřené počítačové platformě Pegasos a AmigaOne X1000.[zdroj?]
PowerPC je z velké části založen na starším procesoru IBM POWER a je s ním téměř úplně kompatibilní. Novější čipy řady POWER obsahují kompletní instrukční sadu PowerPC.